# 冰雾

2015年1月，加拿大卡尔加里的弓河附近出現冰雾，當地氣溫低至-20 °C

冰雾是一种由悬浮在空气中的细小冰晶组成的雾。它只出现在寒冷地区（例如中國的漠河、美國的阿拉斯加以及南北極），且基本上大氣溫度要低於液态水的凝点、湿度必须接近100%時才有可能出現。